# Vernate (Suíça)
Vernate é uma comuna da Suíça, no Cantão Tessino, com cerca de 385 habitantes. Estende-se por uma área de 1,5 km², de densidade populacional de 257 hab/km². Confina com as seguintes comunas: Agno, Bioggio, Curio, Iseo, Neggio.
A língua oficial nesta comuna é o Italiano.